# Glenormiston Airport
Glenormiston Airport är en flygplats i Australien. Den ligger i kommunen Boulia och delstaten Queensland, omkring 1 500 kilometer väster om delstatshuvudstaden Brisbane.
Trakten runt Glenormiston Airport är nära nog obefolkad, med mindre än två invånare per kvadratkilometer.. Det finns inga samhällen i närheten.
Omgivningarna runt Glenormiston Airport är i huvudsak ett öppet busklandskap. Genomsnittlig årsnederbörd är 207 millimeter. Den regnigaste månaden är februari, med i genomsnitt 65 mm nederbörd, och den torraste är augusti, med 1 mm nederbörd.